# Élisabeth Le Michaud d'Arçon de Vaudey
Élisabeth le Michaud d'Arçon de Vaudey, née à Besançon le 27 octobre 1773 et morte à Paris, rue des Martyrs, le 14 avril 1863, est célèbre pour avoir été la maîtresse de Napoléon. Leur liaison a été la cause d'une violente scène de ménage entre l'Empereur et sa femme Joséphine peu de temps avant leur couronnement.

## Biographie

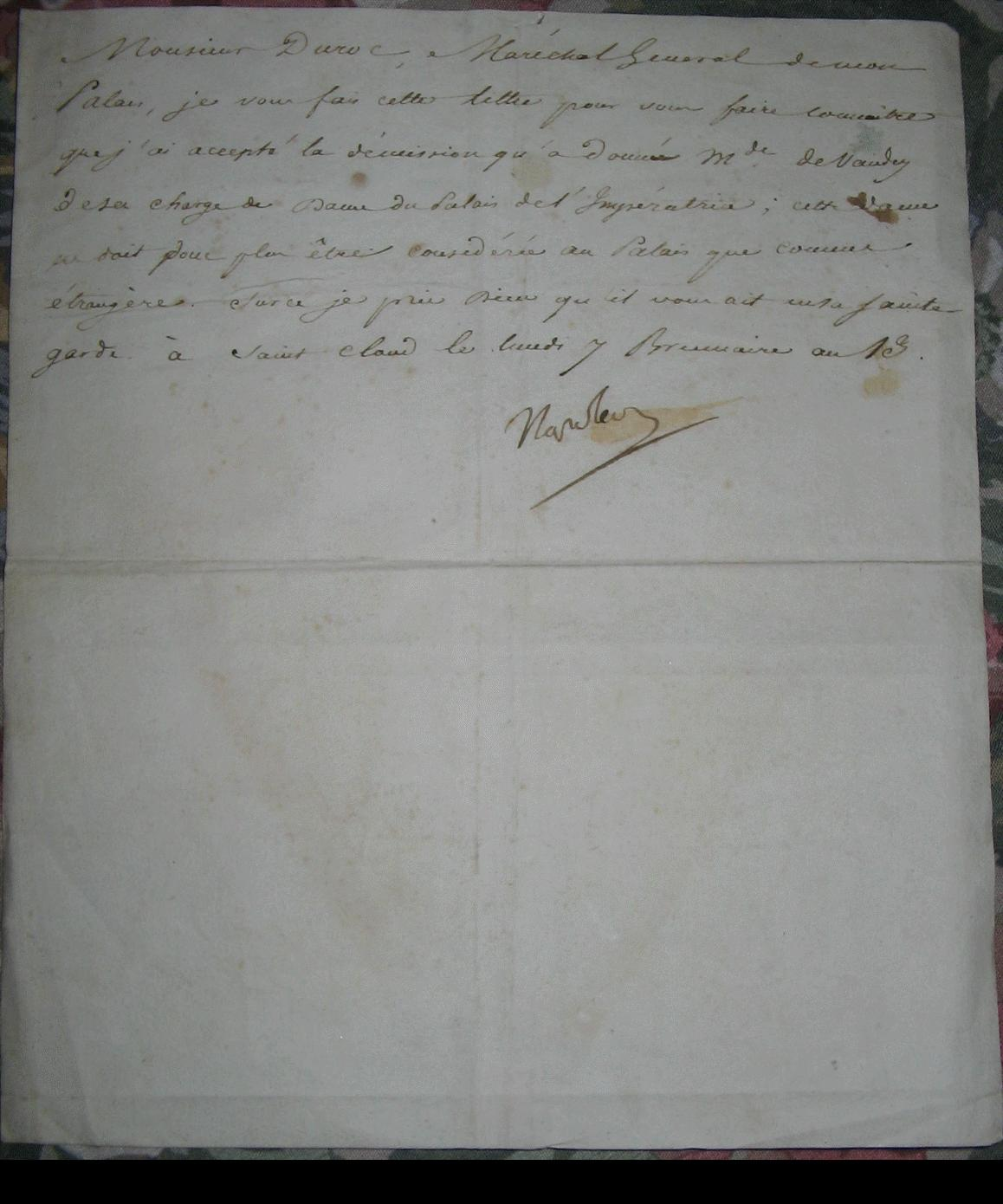
Lettre dans laquelle Napoléon accepte la démission de Mlle de Vaudey.

Élisabeth de Vaudey, fille du général Jean Le Michaud d'Arçon, est issue d'une famille de petite noblesse. Mariée à l'âge de 16 ans à M. Barberot de Vellexon de Vaudey, lequel émigre un an après cette union, elle devint en 1804 dame du palais de l'Impératrice. Elle est décrite par ses contemporains comme « une très jolie personne, spirituelle, musicienne, voix sympathique, très instruite, mais aussi très intrigante ».
Pour un autre, elle est « charmante, toute grâce, toute douceur, avec joli visage, de très belles dents, d'admirables cheveux blonds, un nez aquilin un peu long, mais busqué et plein de caractère, une main à remarquer, un très petit pied ».
Elle est choisie pour être demoiselle d'honneur de l'impératrice Joséphine. Elle est remarquée par l'Empereur lors d'un voyage à Aix-la-Chapelle. 
Durant son séjour à la cour impériale, elle tient un journal intime dans lequel elle raconte les détails de sa vie, des conversations et anecdotes diverses. Ce journal où elle se découvre attachée à son éducation aristocratique, d'un ton très libre, souvent caustique et ouvertement critique à l'égard de l'Empereur notamment, sera découvert et lu par ce dernier. Napoléon ayant donné son accord à sa démission, Élisabeth quitte officiellement ses fonctions de dame du palais le 29 octobre 1804. Elle relate avoir présenté sa demande de démission une première fois à Joséphine qui l'avait refusée et semble ne s'être séparée d'elle qu'avec regret.
Élisabeth Le Michaud d'Arçon de Vaudey écrivit ses Mémoires sous le titre « Souvenirs du Directoire et de l'Empire de Madame la baronne de V*** », qui furent publiés en 1848 à compte d'auteur, dans lesquels elle dit avoir voulu assassiner l'Empereur lors de son retour de l'île d'Elbe.
Elle mourut à l'Asile de la Providence dans la plus complète indigence.

## Interprétations dans les œuvres fictives
- Dans le film Napoléon (1927), d'Abel Gance, le personnage de « Madame Élisabeth » est interprété par Georgette Sorelle.
- Dans le film Austerlitz (1960), toujours d'Abel Gance, le personnage était interprété par Leslie Caron.